# Recipiente del reactor

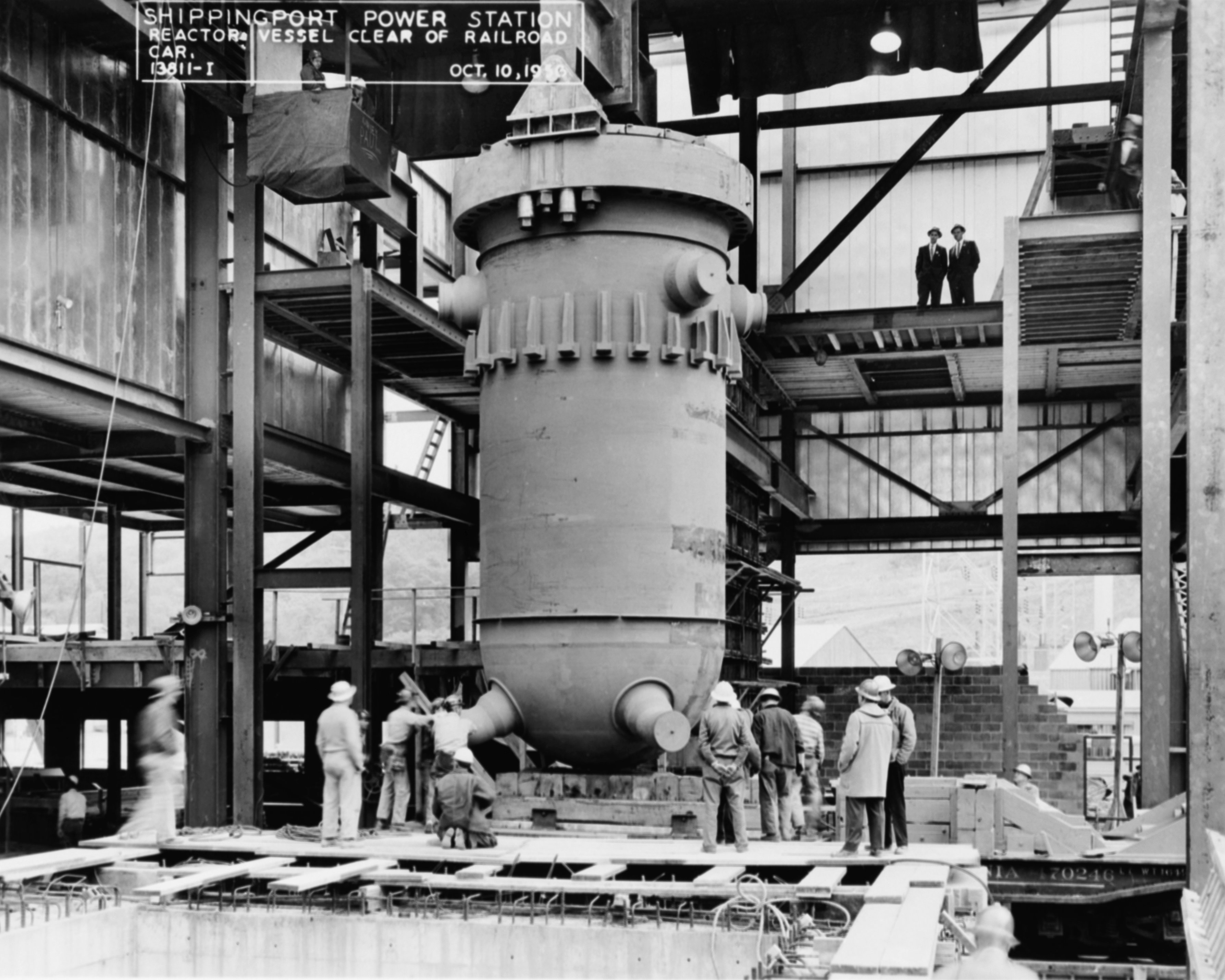
El recipiente de reactor usado en la primera central nuclear comercial, la central nuclear de Shippingport. Foto tomada en 1956.

En una central nuclear, el recipiente del reactor es un recipiente de presión que contiene al refrigerante y al núcleo del reactor. 
No todos los reactores de potencia tienen un recipiente del reactor. Los reactores de potencia generalmente están clasificados de acuerdo al tipo de refrigerante que usan y no por la configuración del recipiente de reactor que usan para contener al refrigerante. Esta clasificación es como sigue:
- Reactor de agua ligera (en inglés: Light Water Reactor, LWR) - Incluye al reactor de agua a presión (en inglés: Pressurized Water Reactor, PWR), al reactor de agua en ebullición (en inglés: Boiling Water Reactor, BWR). La vasta mayoría de los reactores nucleares de potencia son de este tipo.
- Reactor moderado por grafito - Incluye al reactor RBMK usado en Chernóbil que tiene una configuración altamente inusual cuando se compara con la mayoría de las centrales nucleares en Rusia y el resto del mundo.
- Reactor termal refrigerado por gas - Incluye al Reactor refrigerado por gas avanzado (en inglés: Advanced Gas-cooled Reactor, AGR), el Reactor reproductor rápido refrigerado por gas (en inglés: Gas Cooled Fast Breeder Reactor, GCFR), y el Reactor refrigerado por gas de alta temperatura (en inglés: High Temperature Gas Cooled Reactor, HTGR). Un ejemplo de un reactor refrigerado por gas es el Magnox británico.
- Reactor de agua pesada (en inglés: Heavy Water Reactor, HWR) - Este tipo utiliza agua pesada (D2O), sin embargo esta es más cara. Un ejemplo de este tipo de reactores es el reactor CANDU canadiense.
- Reactor refrigerado por metal líquido (Liquid Metal Cooled Reactor, LMCR) - Utiliza un metal líquido, tal como el sodio o una aleación de plomo-bismuto para enfriar el núcleo del reactor.
- Reactor de sal fundida (en inglés: Molten Salt Reactor, MSR) - Las sales, normalmente fluoruros de metales alcalinos o de metales de tierras raras, son usados como el refrigerante. La operación es similar a los reactores refrigerados por metal con altas temperaturas y bajas presiones, reduciendo la presión ejercida sobre el recipiente del reactor en comparación a los diseños refrigerados con agua/vapor.

De las principales clases de reactores con recipiente de presión, el PWR es el único donde este sufre una significativa irradiación de neutrones (conocida como fluencia) durante la operación normal, y como resultado con el tiempo puede transformarse en quebradizo. En particular, mientras más grande es el recipiente del BWR mejor protegido está contra el flujo de neutrones, así que a pesar de que es más caro de fabricar en primer lugar debido a su tamaño más grande, tiene la ventaja en que no necesita ser sometido a recocido para extender su vida útil.
El proceso de recocido al que son sometidos los recipientes de reactores PWR para poder extender su vida es complejo y es una tecnología de alto valor que está siendo activamente desarrollada tanto por los operadores como los proveedores de servicio (como por ejemplo AREVA) para reactores PWR.

## Componentes de un recipiente de presión de un reactor PWR
Los recipientes de presión para reactores de agua a presión comparten algunas características sin importar el diseño específico.

### Cuerpo del Recipiente del Reactor
El cuerpo del recipiente del reactor es el componente más grande y está diseñado para contener las estructuras de soporte del combustible, el refrigerante, y las tuberías que apoyan el flujo de refrigerante y las estructuras de apoyo para todo lo anterior. Usualmente es de forma cilíndrica y está abierto en la parte superior para permitir que el combustible sea cargado.

### Cabeza del Recipiente del Reactor
Esta estructura está instalada en la parte superior del cuerpo del recipiente del reactor. Contiene las penetraciones que permiten al mecanismo de manejo de las varillas de control estar conectado a las barras de control propiamente tales que están en la estructura de soporte del combustible. El sensor que mide el nivel del refrigerante también entra al recipiente a través de la cabeza del recipiente del reactor.

### Estructura de soporte del combustible
La estructura de soporte del combustible nuclear que usualmente consiste de uranio o mezclas de uranio y plutonio, es un bloque rectangular de varillas de combustible en forma de grilla.

### Reflector o Absorbedor de neutrones
Protegiendo el interior del recipiente de los neutrones rápidos que escapan de la estructura de soporte del combustible hay un escudo cilíndrico puesto alrededor de la estructura de soporte del combustible. Los reflectores de neutrones envían a los neutrones de regreso hacia el combustible para poder utilizar de mejor forma a este. El principal propósito es proteger al recipiente del daño inducido por los neutrones rápidos que lo pueden convertir en quebradizo y reducir su vida útil.

## Nota
- Esta obra contiene una traducción  derivada de «Reactor vessel» de Wikipedia en inglés, concretamente de esta versión, publicada por sus editores bajo la Licencia de documentación libre de GNU y la Licencia Creative Commons Atribución-CompartirIgual 4.0 Internacional.

- Datos: Q126600
- Multimedia: Reactor pressure vessel / Q126600